# Glipidiomorpha atraterga
Glipidiomorpha atraterga es una especie de coleóptero de la familia Mordellidae.

## Distribución geográfica
Habita en Yunnan, Xishuanbanna y Damenlong en   (China).